# Ga Nonhyeon
Ga Nonhyeon (Tiếng Hàn: 논현역, Hanja: 論峴驛) là ga trung chuyển trên Tàu điện ngầm Seoul tuyến 7 và Tuyến Shinbundang chạy qua Nonhyeon-dong, Gangnam-gu và Banpo-dong, Seocho-gu, Seoul.

## Lịch sử
- 1 tháng 8 năm 2000: Việc kinh doanh bắt đầu với việc khai trương Tàu điện ngầm Seoul tuyến 7
- 28 tháng 5 năm 2022: Trở thành trạm trung chuyển với việc khai trương đoạn Gangnam ~ Sinsa của Tuyến Shinbundang
- 1 tháng 9 năm 2022: Tên ga phụ của Ga Nonhyeon trên Tuyến 7 được xác nhận là Phòng khám Mắt Thương hiệu Gangnam.

## Bố trí ga

### Tuyến số 7 (B3F)
| Hak-dong ↑ |
| \| N/B     |
| ↓ Banpo    |

| Hướng Bắc | ● Tuyến 7 | ← Hướng đi Đại học Konkuk · Sangbong · Jangam            |
| Hướng Nam | ● Tuyến 7 | → Hướng đi Xe buýt tốc hành · Daerim · Onsu · Seongnam → |

### Tuyến Shinbundang (B4F)
| ↑ Sinsa       |
| N/B S/B \|    |
| Sinnonhyeon ↓ |

| Hướng Bắc | ● Tuyến Shinbundang | ← Hướng đi Sinsa                                       |
| Hướng Nam | ● Tuyến Shinbundang | → Hướng đi Sinnonhyeon · Gangnam · Pangyo · Gwanggyo → |

## Xung quanh nhà ga
| Lối ra \| 나가는 곳 \| Exit \| 出口 | Lối ra \| 나가는 곳 \| Exit \| 出口                                                                                                 |
| ----------------------------------- | --- |
| 1                                   | Phố nội thất Nonhyeon Nonhyeon 1-dong Trung tâm phúc lợi người cao tuổi Nonhyeon                                                    |
| 2                                   | Chợ truyền thống Yeongdong Trường Tiểu học Seoul Nonhyeon Phố hương vị Nonhyeon-dong Korea Veterans Welfare and Medical Corporation |
| 3                                   | Hướng đi Ga Sinnonhyeon (Nonhyeon-dong) Chợ truyền thống Yeongdong Trường Tiểu học Seoul Nonhyeon Công viên Nonhyeon Magpie         |
| 4                                   | Hướng đi Ga Sinnonhyeon (Banpo-dong) Công viên quỹ nghiên cứu                                                                       |
| 5                                   | Hướng đi Ga Sinnonhyeon |
| 6                                   | Banpo 1-dong Trung tâm Cảnh sát Banpo                                                                                               |
| 7                                   | Jamwon-dong Sinbanpo-ro Cầu Juheung                                                                                                 |
| 8                                   | Jamwon-dong Gangnam-daero |
| 9                                   | Hiệp hội các nhà thầu điện |
| 10                                  | Phố nội thất Nonhyeon Công viên Hakdong                                                                                             |

## Thay đổi hành khách
| Năm | Số lượng hành khách (người) | Số lượng hành khách (người) | Tổng cộng | Ghi chú |  |  |       |
| --- | --------------------------- | --------------------------- | --------- | ------- |  |  | ----- |
| Năm | 2000                        | 25,671                      | Tổng cộng | Ghi chú |  |  | [ 1 ] |
| 2001 | 36,064                      |                             |           |         |  |  |       |
| 2002 | 40,476                      |                             |           |         |  |  |       |
| 2003 | 42,849                      |                             |           |         |  |  |       |
| 2004 | 44,692                      |                             |           |         |  |  |       |
| 2005 | 46,569                      |                             |           |         |  |  |       |
| 2006 | 47,316                      |                             |           |         |  |  |       |
| 2007 | 46,803                      |                             |           |         |  |  |       |
| 2008 | 46,656                      |                             |           |         |  |  |       |
| 2009 | 44,483                      |                             |           |         |  |  |       |
| 2010 | 43,484                      |                             |           |         |  |  |       |
| 2011 | 44,465                      |                             |           |         |  |  |       |
| 2012 | 43,742                      |                             |           |         |  |  |       |
| 2013 | 43,574                      |                             |           |         |  |  |       |
| 2014 | 43,191                      |                             |           |         |  |  |       |
| 2015 | 41,936                      |                             |           |         |  |  |       |
| 2016 | 40,556                      |                             |           |         |  |  |       |
| 2017 | 40,007                      |                             |           |         |  |  |       |
| 2018 | 39,824                      |                             |           |         |  |  |       |
| 2019 | 39,726                      |                             |           |         |  |  |       |
| 2020 | 33,177                      |                             |           |         |  |  |       |
| 2021 | 33,406                      |                             |           |         |  |  |       |
| 2022 | 33,413                      | 7,308                       | 40,721    | [ 2 ]   |  |  |       |
| 2023 | 33,018                      | 8,590                       | 41,608    |         |  |  |       |
| Nguồn |                             |                             |           |         |  |  |       |
| : Phòng dữ liệu Tổng công ty Vận tải Seoul : Hệ thống thông tin tích hợp dữ liệu lớn thẻ giao thông vận tải, Bộ Đất đai, Cơ sở hạ tầng và Thống kê đường sắt Giao thông vận tải |                             |                             |           |         |  |  |       |

## Hình ảnh

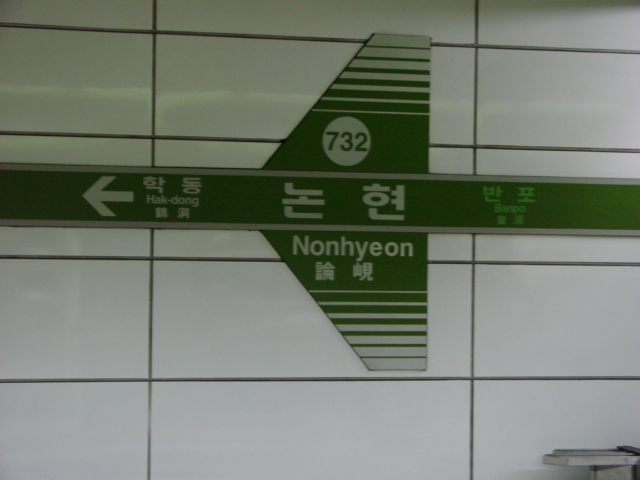
Bảng tên ga